# Fred Joaillier
Pour les articles homonymes, voir Fred.
Fred Joaillier, plus communément appelé Fred, est une marque française de joaillerie et d'horlogerie fondée en 1936 par Fred Samuel à Paris exploitée par la société Fred Paris.
L’entreprise compte plus d’une cinquantaine de boutiques en propre dans le monde ainsi que différents points de vente répartis dans une trentaine de pays.
L'entreprise est détenue par le Groupe LVMH depuis 1995.

## Historique

### Fondation et débuts (1925-1944)
Fils d'Alsaciens émigrés en Argentine après la guerre de 1870, Fred Samuel nait à Buenos Aires, puis arrive en France à l'âge de 16 ans.
Il se forme au métier de la joaillerie au sein de l’entreprise Worms, négociante en pierres et en perles. Les frères Worms, fondateurs de l’entreprise, contactés par Mikimoto Kōkichi pour commercialiser en France les perles de culture, décident de détacher Fred Samuel aux opérations douanières en 1925.
Après son service national à 28 ans, il s'installe à son compte en 1936 et ouvre une boutique à son nom dans le huitième arrondissement de Paris, au numéro 6 de la rue Royale. Il choisit d’indiquer en lettres capitales sur sa première carte de visite : « Fred Samuel, le moderne, joaillier, créateur ».
Il est un des premiers introducteurs en France de la perle de culture, nouveauté japonaise qui bouleverse la joaillerie française jusqu'alors vouée à la perle fine. De cette époque date le nom d'une teinte particulière de perle, d'un crème rosé léger : la couleur « Fred ».
Sa renommée grandissante et son audace créative pour l’époque lui valent la reconnaissance de vedettes hollywoodiennes telles que Mary Pickford, Douglas Fairbanks, Barbara Hutton ou encore Marlène Dietrich.
En septembre 1939, Fred Samuel décide de s’engager au sein de la Légion étrangère. Prisonnier à la citadelle de Cambrai le 6 juin 1940, il réussit à s’évader et à passer de la zone rouge vers Paris en septembre 1940 et reprend son magasin de la rue Royale en octobre 1940,.
En décembre 1941, la boutique est placée sous le contrôle du Commissariat général aux questions juives qui appose l'étoile jaune sur la devanture et contraint à retirer de l’enseigne le nom « Samuel ». Il confie alors sa boutique à un ami « infirmier de guerre ». En mars 1942, il se rend en zone sud avant de rejoindre en 1943 les Forces françaises de l'intérieur (FFI) et assiste à l'arrivée du 1er commando de la 7e armée américaine au plateau de Marsanne le 16 août 1944.
Il rentre à Paris en septembre 1944 où il reprend sa boutique. Dans son livre autobiographique Mémoires d’un joaillier, il explique conserver sur sa devanture le seul prénom de Fred : « peut-être par défi, peut-être pour ne pas oublier ces heures monstrueuses, peut-être aussi pour maintenir le bénéfice d'un anonymat salutaire. »

### Développement et diversification (1960-1990)
À partir des années 1960, l’entreprise connaît un développement soutenu lorsque Henri et Jean, les fils de Fred Samuel, rejoignent l’entreprise. Ils ouvrent ensemble différentes boutiques en France, à Monaco puis aux États-Unis. Ils décident également d’élargir l’offre de la société en ouvrant en 1975 le « 6 Royale » dans le 8e arrondissement de Paris, une boutique consacrée à la vente de maroquinerie et d'accessoires de luxe.
À cette époque, la société distribue des marques horlogères pendant de nombreuses années avec des marques comme Piaget, Rolex, Baume & Mercier et Audemars Piguet.
En décembre 1962, Fred ouvre une première boutique à l’aéroport d’Orly lors de l’ouverture de l'aérogare.
L’entreprise construit sa réputation en collaborant avec des artistes de renom, Jean Cocteau et Bernard Buffet pour la création de leurs propres bijoux, en 1962 et en 1971, puis avec l’organisation d’une exposition des bijoux de Georges Braque en 1972. Pour l'inauguration de la boutique de Beverly Hills en 1977 sont exposées des plaques gravées de Picasso représentant Les Métamorphoses d'Ovide. Au fil des années, d’autres artistes travaillent avec l’entreprise comme Miroslav Brozek, Arman ou encore Jean-Paul Goude.
L’entreprise mise également sur les pierres précieuses pour se développer. En 1977, elle acquiert un diamant jaune de 105,54 carats qu’elle baptise le Soleil d'or, officiellement classé 52e parmi les plus gros diamants taillés au monde. Ce diamant est dévoilé le 24 novembre 1977 au sein de la boutique du 6 rue Royale à Paris à l’occasion d’une exposition intitulée « Quelques-uns des plus beaux diamants du monde », parmi la collection privée de pierres d'exception de De Beers.
En 1981, Fred acquiert le Blue Moon, un saphir de 275 carats.
En 1987, à l'occasion de l'ouverture d’un espace Fred, au cœur des Galeries Lafayette, l'entreprise présente au public une collection de 50 diamants de différentes tailles et différentes couleurs. En 1988, elle acquiert 42 diamants de couleur et crée une première parure nommée Arc-en-ciel. À cette époque, Fred Samuel est le premier joaillier à faire des diamants de couleur son domaine de prédilection.
L’entreprise inaugure une boutique en 1976 à Monaco, en présence de Grace Kelly et Fred devient joaillier fournisseur de la famille princière. Pour Fred Samuel cette inauguration est un tournant dans sa démarche artistique et créative sans cesse inspirée par la mer et la lumière : « Monte-Carlo a marqué le cours de ma carrière. Il symbolise le lieu où la lumière des pierres me fut restituée,. »
L’entreprise signe lors de cette période des commandes pour différentes dynasties dans le monde comme la famille royale du Népal dans les années 1950 ainsi que des princes du Moyen-Orient entre 1970 et 1990.
Dans les années 1970 et 1980, Edgar Faure, Michel Debré et Raymond Weill choisissent l’entreprise pour réaliser leur épée d’académicien.
Tout au long de ces années, la réputation de l’entreprise attire des célébrités telles que Maurice Chevalier, Sacha Guitry, puis Catherine Deneuve, Régine, Alain Delon, Yves Montand ou Johnny Hallyday.

### De 1990 à nos jours
Dans les années 1990, Fred devient l'un des dix plus grands joailliers au monde, avec 12 boutiques de Paris à Beverly Hills, en passant par New York, Houston, Monte-Carlo, Cannes et Genève. C’est également à cette époque que l'entreprise se développe dans les marchés asiatiques et ouvre sa première boutique à Tokyo en 1994,.
L’entreprise est associée au cinéma en signant le collier de diamants et de rubis porté par Julia Roberts dans le film Pretty Woman sorti en 1990, tout comme la parure portée par Caterina Murino dans Casino Royale sorti en 2006,.
En 1995, Fred Joaillier rejoint le groupe LVMH et Dominique Watine-Arnault devient la première dirigeante de l’entreprise.
En 2011, et après avoir été égérie en 2009 avec Melvil Poupaud pour une campagne de la marque, Kate Moss lance avec le joaillier une collection de bijoux inspirée de ses tatouages.
En 2015, Fred déménage sa boutique principale au 14 rue de la Paix à Paris après quinze années au numéro 7 de la place Vendôme.
En juin 2017, l’entreprise ouvre sa première boutique en Chine à Shanghai.
En 2017, l’entreprise dévoile, à l’occasion du salon Viva Technology, « l’Atelier Fred » un outil numérique permettant de personnaliser le bracelet Force 10 en choisissant couleurs, matières et pierres,. Cette innovation remporte trois distinctions : la Médaille d’or Expérience Client du prix de l’Excellence Marketing 2017, la Meilleure utilisation des technologies du grand prix Stratégies et le prix du Retailer connecté 2017.
En 2018, la direction est confiée à Charles Leung, secondé par Valérie Samuel, vice-présidente et directrice artistique depuis 2017, petite fille du créateur,.
En 2018, la boutique de l'entreprise de Tokyo déménage dans le quartier de Ginza.
En 2021, Fred annonce avoir retrouvé le Soleil d’or, un diamant jaune de plus de 100 carats, 44 ans après son acquisition par Fred Samuel. Une pièce devenue iconique lorsque, lors d’un événement de la Maison, l’actrice Margaux Hemingway, faisant semblant de perdre le diamant, se prête à une séance photo devant les journalistes présents ce jour-là,.
En 2022, Fred présente, au Palais de Tokyo à Paris, une rétrospective de plus de 450 bijoux et objets de la Maison et près de 300 documents d’archives,. Lors de cette exposition est présenté au public le Soleil d’Or, l’un des plus gros diamants jaunes taillés au monde, qui fut la propriété de la Maison en 1977 et qui a ensuite été racheté en 2021 lors des recherches patrimoniales initiées par le joaillier. Au même moment, la Maison présente « Monsieur Fred Inner Light » une collection de 24 pièces uniques qui s'inspire de la personnalité de Fred Samuel le fondateur de l'entreprise. En 2022, la maison lance la FRED Hero Cut, avec une taille de diamant à 32 facettes, qui évoque à la fois une voile et un bouclier, accompagné du bracelet Force 10 Hero Cut.
En 2024, Fred présente la collection de Haute Joaillerie «  Monsieur Fred Ideal Light », mettant en avant des pièces transformables qui réunit l'héritage familial et le style contemporain de la Maison. Les créations intègrent des pierres précieuses et des pierres fines telles que des spinelles et des grenats, évoquant les paysages argentins de l’enfance de Fred Samuel,.
La même année Vincent Reynes est nommé Président-directeur général de Fred Jewelry succédant à Charles Leung.

## Collections

### Collections principales
- 1966 : Naissance du premier bracelet « Force 10 » inspiré par les câbles et l’univers de la voile, lancement de la collection en 1978 et commercialisation d’un bracelet interchangeable en 2007[43].
- 1988 : Lancement de la collection de lunettes « Force 10 ».
- 2000 : Collection « Success »[44].
- 2011 : Collection « Pain de Sucre » et commercialisation d’une bague interchangeable en 2013[45].
- 2012 - 2015 : Collections « Riviera » dont : Baie des Anges, Belles Rives, Une Île d'Or[17].
- 2016 : Collection « 8°0 », lancée pour les 80 ans de la Maison, qui devient « Chance Infinie » en 2020[14].
- 2019 : Collection « Ombre Féline » issue des archives de 1960, portée par la princesse Grace de Monaco et relancée à l'occasion de la réouverture de la boutique Fred à Monaco[46],[7].
- 2020 : Collection « Force 10 #GoBeyond » en soutien à l’association Special Olympics
- 2021 : Réédition de la collection « Pretty Woman » qui doit son nom à l'apparition d'un collier dans le film éponyme en 1990[21].

### Collections historiques

#### Horlogerie
- 1986 : Collection « 1936 » lancée pour les 50 ans de l’entreprise.
- 1987 : Collection « Tigresse ».
- 1997 : Collection « Cut ».

#### Joaillerie/Haute-Joaillerie
- 1989 : Collection « Les Fredy’s », « Mini-Fredy’s » en 1995 puis collaboration avec Jean-Paul Goude en 2009.
- 1996 : Collection « Mouvementé ».
- 2005 : Collection « Diamond Tag » issue des archives de 1970.
- 2011 : Collection « Kate Moss for Fred »[47].
- 2022 : Collection « Monsieur Fred Inner Light ».
- 2024 : Collection « Monsieur Fred Ideal Light ».

### Pierres et créations emblématiques
- 1977 : « Soleil d’or », un diamant jaune de 105,54 carats.
- 1982 : « Collier Pretty Woman ».
- 1984 : « Sac Papillon », pavé de nacre noire et blanche, serti de brillants et orné d’une émeraude gravée[12].
- 1989 : Broche diamants de couleur dont un diamant taille cœur.
- 1991 : « Broche Oiseau » en diamants et saphirs multicolores.

## Implantation
Outre Paris où Fred Joaillier compte plusieurs salons de présentation, notamment rue de la Paix la société possède également également une cinquantaine de boutiques : en France à Cannes, Lyon et Nice, à Monaco, en Angleterre (Londres), en Chine (Beijing, Shanghai, Hangzhou, Qingdao, Chengdu…), au Japon (Tokyo, Kyoto, Osaka, Fukuoka…), en Corée du Sud (Séoul, Daegu, Busan), ainsi qu'à Hong Kong, Macao, Taïwan et en Australie.
Fred est représenté dans plusieurs villes de France ainsi qu'en Andorre, Australie, Bahreïn, Belgique, Chine, Congo, Grande Bretagne, Grèce, Guadeloupe, Guyane Française, Hong Kong, Italie, Côte d’Ivoire, Japon, Luxembourg, Madagascar, Île Maurice, Maroc, Portugal, Île de la Réunion, Russie, Corée du Sud, Espagne, Suisse, Tunisie et aux Etats-Unis d’Amérique.